# Cartoon Network (programma televisivo)
Cartoon Network è stato un programma televisivo contenitore per ragazzi, basato sull'omonimo canale televisivo di proprietà dell'ormai defunta TimeWarner. Prodotto dalla Turner Television per le emittenti TMC e TMC 2, il programma è andato in onda in fascia preserale, dal 1996 al 1998, condotto da Emanuela Panatta (una delle ex ragazze di Non è la RAI) con Beppe Rispoli.

## Il programma

### Storia
Cartoon Network è stato trasmesso sull'allora nascente TMC 2 (ex Videomusic) per circa 600 puntate, che andarono in onda tutti i giorni dalle ore 19:45 alle ore 20:45 e, le cui stesse, vennero replicate nelle loro mattine seguenti su TMC dalle ore 9:35 alle ore 10:35. Tuttavia, sempre su TMC ci furono anche delle puntate speciali domenicali, andate invece in onda di pomeriggio dalle ore 13:25 alle ore 15:30.
Nello studio del programma, i due conduttori Emanuela Panatta e Beppe Rispoli erano protagonisti di divertenti sketch comici, e di varie altre attività con i ragazzi. Infine, come contenitore, trasmetteva esclusivamente le serie animate classiche targate Hanna-Barbera (di proprietà Turner).

### Lista dei cartoni animati trasmessi
- Attenti a Luni
- Braccio di Ferro
- Braccobaldo
- Dastardly e Muttley e le macchine volanti
- Ernesto Sparalesto
- Galtar e la lancia d'oro
- Gli Antenati
- I Pronipoti
- Le avventure di Penelope Pitstop
- Looney Tunes
- Jabber Jaw
- Magilla Gorilla
- Scooby-Doo
- Secret Squirrel
- Tatino e Papino
- Wacky Races
- Wally Gator
- Yoghi e Bubu

## Cartoon Network Week-end
Cartoon Network Week-end (in seguito Cartoon CARTOON), era invece un contenitore per ragazzi trasmesso su LA7 in orari diversi, che furono durante il week-end dal 2001 al 2004. La sua particolarità sta nel fatto che, oltre alle serie animate targate Hanna-Barbera, trasmetteva anche quelle originali (come ad esempio Mucca e Pollo e Leone il cane fifone). Il suo speaker fu il doppiatore Andrea Piovan.

### Lista degli orari di trasmissione

#### Prima versione
- Mattina: 8:00–9:00;
- Sera: 20:00–21:00.

#### Seconda versione
- Pomeriggio: 13:00–14:00;
- Sera: 20:00–21:00.

#### Terza versione
- Pomeriggio: 13:00–14:00;
- Sera: 18:50–19:45.

### Lista dei cartoni animati trasmessi
- Ed, Edd & Eddy
- Il cucciolo Scooby-Doo
- Io sono Donato Fidato
- La famiglia Addams
- La squadra del tempo
- Le tenebrose avventure di Billy e Mandy
- Johnny Bravo
- Leone il cane fifone
- Mike, Lu & Og
- Mucca e Pollo
- Napo orso capo
- Ovino va in città
- Samurai Jack
- Scooby-Doo
- Top Cat